# Structure (pédologie)
Pour les articles homonymes, voir Structure.
 (juin 2008).
Si vous disposez d'ouvrages ou d'articles de référence ou si vous connaissez des sites web de qualité traitant du thème abordé ici, merci de compléter l'article en donnant les références utiles à sa vérifiabilité et en les liant à la section « Notes et références ».
En pédologie, la structure est la façon selon laquelle s’arrangent naturellement et durablement les particules élémentaires du sol, en formant ou non des agrégats.
L’agrégat est le résultat de l’organisation naturelle des constituants, ce en quoi il est fondamentalement différent d’un fragment, lequel résulte de la brisure d’un objet préexistant. Tous les mécanismes et processus de la pédogenèse (actions physiques, chimiques et biologiques) concourent à transformer des matériaux à structure lithologique (roche et dépôts) en matériaux à structure pédologique.

## Structures prédéfinies
Des grands types de structures sont prédéfinies :
Sans structureAucune agrégation visible ni disposition ordonnée et définie autour des lignes naturelles de faible résistance.
Structure lithique (ou lithologique)Absence d’agrégats, structures non pédologiques héritées de la roche-mère.
Structure massive (ou continue)Absence d’agrégats, horizon cohérent, pouvant être plus ou moins induré par des ciments.
Structure particulaireAbsence d’agrégats, horizon non cohérent, constitué de particules (minérales ou organiques) individualisées et libres.
Structure grenueAgrégats à formes nettement arrondies, plus ou moins sphériques, peu ou non poreux, à faces courbes, sans arêtes ni orientation préférentielle.
Structure grumeleuseAgrégats à formes nettement arrondies, poreux, présentant un ensemble complexe de faces courbes dominantes et de faces planes à surfaces irrégulières ; agrégats irréguliers et mamelonnés ; ces « grumeaux » sont souvent plus ou moins agglomérés entre eux.
Structure microgrumeleuse (floconneuse)Structure grumeleuse dont les éléments ont une dimension inférieure au millimètre.
Structure lamellaireAgrégats à arêtes nettement anguleuses et/ou faces planes, à orientation préférentielle horizontale, en général beaucoup plus larges qu’épais.
Structure prismatiqueAgrégats à arêtes nettement anguleuses et/ou faces planes, allongés suivant une orientation préférentielle verticale.
Structure columnaire (en colonnes)Structure prismatique à sommet arrondi.
Structure cubiqueAgrégats à faces planes nettes et peu nombreuses, arêtes (verticales et horizontales) vives et toutes sensiblement de la même dimension.
Structure en plaquettes obliquesOrientation préférentielle oblique (ni verticale, ni horizontale) ; faces généralement planes, parfois gauchies, presque toujours lisses et souvent striées ; arêtes vives.
Structure polyédrique anguleuseAgrégats sans orientation préférentielle, faces planes, arêtes anguleuses et vives.
Structure polyédrique sub-anguleuseAgrégats avec plusieurs types de faces ou d’arêtes, ou à formes mal définies, arêtes souvent émoussées.
Structure fibreuseMatériel composé surtout de résidus organiques fibreux (mousses, fougères).
Structure coprogène (granulaire)Matériel constitué en grande partie d’amas millimétriques globulaires (déjections de la mésofaune du sol) plus ou moins remaniés mais toujours individualisés.